# Olegblumia
Olegblumia is een monotypisch geslacht van korstmossen behorend tot de familie Teloschistaceae. Het bevat alleen Olegblumia demissa.